# مینا هولتمان
مینا هولتمان (انگلیسی: Mina Fürst Holtmann؛ زادهٔ ۱۷ ژوئیهٔ ۱۹۹۵) ورزشکار اسکی آلپاین اهل نروژ است.